# هيدياكي توميناجا
هيدياكي توميناجا (باليابانية: 富永 英明) (27 أغسطس 1976 في فوكوي في اليابان – )؛ هو لاعب كرة قدم ياباني سابق كان يلعب كمهاجم.

## وصلات خارجية
- هيدياكي توميناجا على موقع رابطة كرة القدم اليابانية للمحترفين (اليابانية)
- هيدياكي توميناجا على موقع عالم كرة القدم.نت (الإنجليزية)